# Papat de Perusa

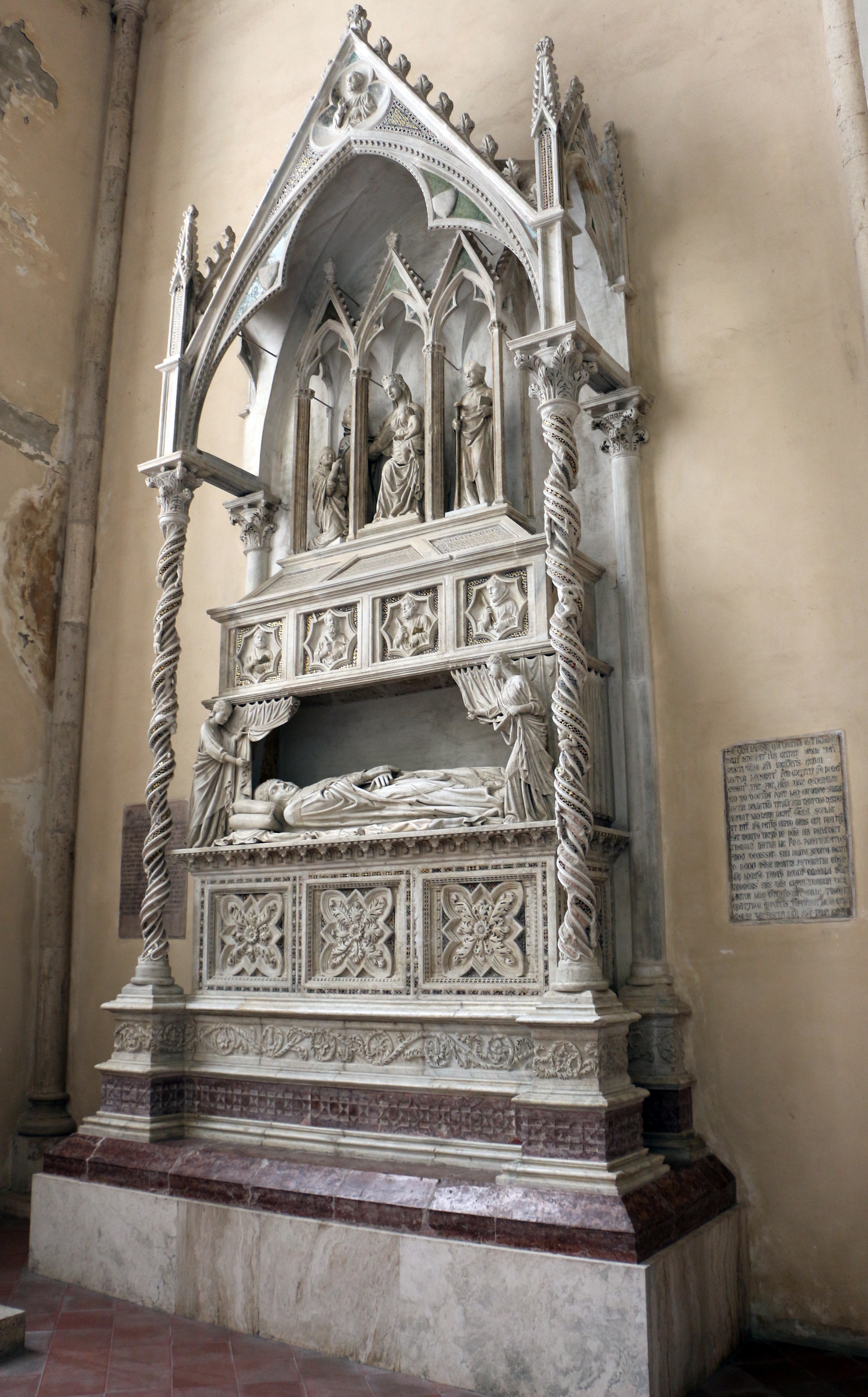
La tomba del papa Benet XI a Perusa

Perusa va ser una residència papal durant molt de temps durant el segle xiii. Cinc papes hi van ser elegits: Honori III (1216-1227), Climent IV (1265-1268), Honori IV (1285-1287), Celestí V (1294) i Climent V (1305-1314). Aquestes eleccions van tenir lloc al Palazzo delle Canoniche al costat de la catedral.
A la catedral es trobaven les tombes d'Innocenci III (1198-1216), Urbà IV (1261-1264) i Martí IV (1281-1285). Aquestes van ser destruïdes per Gérard du Puy, el cardenal-nebot del papa Gregori XI (1370-1378).
Durant el mandat de du Puy com a governador papal durant la Guerra dels vuit sants es va saquejar el lloc de construcció del Duomo per obtenir materials per construir la seva fortalesa privada. Segons Heywood, a causa de la construcció del du Puy, «semblava que semblava que la Cúria papal estava a punt de ser traslladada a Perusa que comerciants estrangers van començar a negociar per al lloguer de tendes i magatzems a la ciutat». La tomba de Benet XI (1303-1304) va ser transferit a l'església deSant Domènec.

## Visió general
Com a mínim cinc papes hi van residir molt de temps :

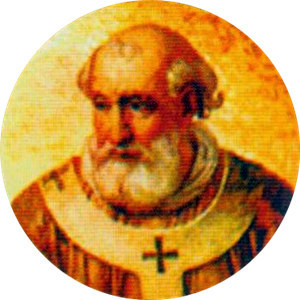
Gregori IX (1227-1241) del juny de 1228 al febrer de 1230; i del 1234 al desembre de 1236.
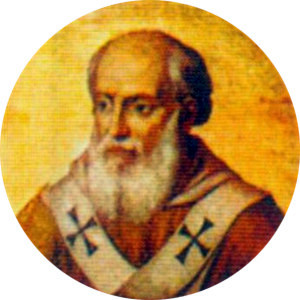
Innocenci IV (1243-1254) del novembre 1251 – 1253.
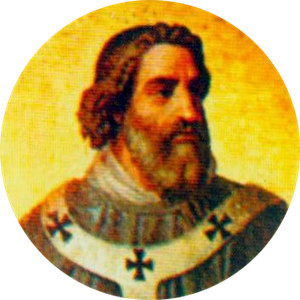
Urbà IV (1261-1264) del 1264 i fins a la seva mort.
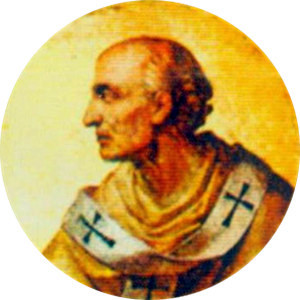
Papa Benet XI (1303-1304) hi va residir fins a la seva mort el juliol de 1304.
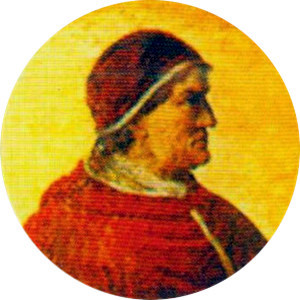
Bonifaci IX (1389-1404) del setembre de 1392 fins a juliol de 1393

## Antecedents
El papa Zacaries va convèncer el rei longobard Ratquis d'abandonar el setge de la ciutat el 749. La ciutat també estava inclosa en la "Donació de Pipí" i, per tant, es va sumar als Estats pontificis.

## Història com a residència papal

### Innocenci III
El Innocenci III (1198-1216) va ser a Perusa el setembre de 1198 per consagrar Sant Llorenç; a l'octubre, havia deixat Todi. Innocenci III hi va morir el 1216, on els cardenals es van reunir per a elegir a Honori III.

### Gregori IX
Segons Heywood,
«Durant la seva implacable persecució del Frederic II, els papes, i especialment Gregori IX, solien residir a Perugia, on van poder madurar els seus ambiciosos esquemes de seguretat, mentre que la ciutat que els allotjava i protegia tenia una gran recompensa per la seva lleialtat en elogis i privilegis. El juny de 1228, va venir Gregori, expulsat de Roma per una revolta gibelina, i des d'allí va dirigir la invasió del Regne de Nàpols. Encara era a Perusa quan, el maig de 1229, Frederic va desembarcar a Brindisi, i va desplegar la bandera de la creu contra la bandera de les claus, va repel·lir i va derrotar els exèrcits conquistadors de l'Església. Només el febrer de 1230, el papa va tornar a Roma, i el 1234 tornà a estar-se Perusa, on va romandre fins al desembre de 1236.»
Segons Heywood, Perusa «pràcticament va assumir la posició de Vicari papal a Umbria». Els dos aparentment van tenir una caiguda en el moment de Martin IV, que va excomunicar tota la ciutat de Perusa per desobeir el seu mandat per no venjar-se del bisbat de Foligno, i ell i els seus cardenals van ser cremats en efígie a Perusa.

### Innocenci IV
Després de la mort de Frederic II, Innocenci IV (1243-1254) va tornar a Itàlia i va arribar a Perusa el 1251. No va reprendre el seu viatge cap a Roma fins a l'any 1253, quan va ser convocat pel senador Brancaleone. Segons Heywood,
«Durant la seva residència a Perusa, va fer tot el possible per demostrar el seu agraïment per la seva fidelitat i, en un Privilegi del 3 d'octubre de 1252, destinat al bisbe de la ciutat i que encara es conserva entre els arxius municipals, recorda la superació de la gran aflicció i el treball que havia patit ‘pro fidei puritate atque devotionis sinceritate servanda erga Romanam Ecclesiam matrem suam’. A més, durant aquests anys pròsperes, Perusa va reafirmar la seva autoritat sobre moltes ciutats que, per por de l'emperador, havia permès allunyar-se de la seva lleialtat».

### Urbà IV
Urbà IV (1261-1264) va residir a Perusa el 1264, mentre fugia amb la seva Cúria de Pietro Di Vico, que preveia emboscar-lo a Orvieto. Urbà IV va romandre a Perusa fins a la seva mort.

### Benet XI
Benet XI (1303-1304) es va refugiar a Perusa després de la seva elecció i hi va morir el juliol de 1304, i va provocar una elecció d'onze mesos al "Palazzo del Papa". El papa Climent V (1305-1314) va ser triat, que va traslladar el papat a Avinyó, provocant el Papat d'Avinyó.

### Bonifaci IX
Bonifaci IX (1389-1404) hi va residir des de 1392 fins a 1393 durant el Cisma d'Occident. El seu legat, Pileo, l'arquebisbe de Ràvenna, havia estat custodiant la ciutadella i la ciutat en la seva absència. Mentre a la ciutat, Bonifaci IX va recordar als exiliats güelfs i va aconseguir una victòria militar contra Giovanni Sciarra da Vico. Un d'aquests exiliats va ser assassinat als carrers el juliol de 1393 i Pandolfo de 'Baglioni, un noble, va interferir amb la capacitat de podestà de pronunciar una sentència; en represàlia, una munió enfadada va matar Pandolfo i gran part de la seva família. A mesura que la ciutat va esclatar de la violència, el papa i els seus ajudants van fugir a Assís.

## El Palau papal
Una part de la Canònica, que prèviament havia estat envaïda pels magistrats civils, va ser ocupada pels papes, i posteriorment va ser conegut com el Palazzo del Papa; més tard es va fer servir de residència del governador papal (Palazzo del Governatore). La Canonica va ser connectada al Palau del Bisbe per arcs que ara formen part de la Via delle Volte. La Gran Sala va ser capaç d'asseure 600 persones. El palau, després la residència del governador papal, va cremar el 1534. Pius IV] (1559-1565) va atorgar el lloc i les restes al cardenal Fulvio della Corgna.
La Piazza della Paglia va esdevenir Piazza del Papa el 1816, quan s'hi va traslladar una estàtua del papa Juli III (1550-1555).

## Relacions papals posteriors
El 1375, Perusa va ser una de les primeres ciutats en unir-se a Florència en rebel·lió contra Gregori XI en la Guerra dels Vuit Sants. Bonifaci IX (1389-1404) va recuperar la ciutat el 1403. El 1416, el papa Martí V (1417-1431) va reconèixer a Braccio da Montone com a senyor de Perusa. Juli II (1503-1513) va conquerir a Gian Paolo Baglione a la ciutat el 1506, i el Lleó X (1513-1521) va ordenar que fos decapitat el 1520. A partir de llavors, Perusa va tornar a ser una dependència immediata de la Sant Seu. La ciutat es va rebel·lar contra l'impost sobre la sal de Pau III (1534-1549) el 1540. Pierluigi Farnese va suprimir la rebel·lió per a Pau III, que va construir una fortalesa a la ciutat. Juli III (1550-1555) va restaurar molts dels privilegis de les ciutats a partir de llavors. Quan els perussians es van rebel·lar de nou el 1848 van derrocar la torre de Pau III. Les tropes pontificies tornen a reconquerir la ciutat el 1859.
Lleó XIII (1878-1903), antic bisbe de Perusa, va promoure la seu al rang d'arxidiòcesi després de la seva elecció.